# Draconarius simplicidens
Draconarius simplicidens là một loài nhện trong họ Amaurobiidae.
Loài này thuộc chi Draconarius. Draconarius simplicidens được Jia-Fu Wang miêu tả năm 2003.